# تامپیکو
تامپیاکو (به اسپانیایی: Tampico) از شهرهای کشور مکزیک است که در ایالت تامائولیپاس قرار دارد و جمعیت آن طبق سرشماری سال ۲۰۱۰ میلادی ۲۹۷٬۲۸۴ نفر بوده است.